# Mertens sats
Inom talteori är Mertens sats tre resultat från 1874 relaterade till primtalens densitet bevisade av Franz Mertens. Mertens sats kan även referera till hans sats inom analys.

## Teoremen
I följande betecknar {\displaystyle p\leq n} alla primtalen mindre eller lika stora som n.
Mertens första sats:
{\displaystyle \sum _{p\leq n}{\frac {\ln p}{p}}-\ln n}
har absolut värde mindre eller lika stort som 2 för alla {\displaystyle n\geq 2}.
Mertens andra sats:
{\displaystyle \lim _{n\to \infty }\left(\sum _{p\leq n}{\frac {1}{p}}-\ln \ln n-M\right)=0}
där M är Meissel–Mertens konstant. Mer precist bevisar Mertens att uttrycket inom gränsvärdet har absolut värde mindre eller lika stort som
{\displaystyle {\frac {4}{\ln(n+1)}}+{\frac {2}{n\ln n}}}
för alla {\displaystyle n\geq 2}.
Mertens tredje sats:
{\displaystyle \lim _{n\to \infty }\ln n\prod _{p\leq n}\left(1-{\frac {1}{p}}\right)=e^{-\gamma },}
där γ är Eulers konstant.